# Carlos Nordmann
Carlos Nordmann (1858 - 1918) fue un arquitecto alemán que trabajó esencialmente en la Argentina. Sus obras maestras fueron el Torreón del Monje de Mar del Plata, el demolido Teatro Coliseo, la sucursal del Banco Nación en Flores y varios edificios en la Avenida de Mayo.

## Vida
Carlos Nordmann nació en Hannover, Alemania, el 19 de noviembre de 1858. Realizó sus estudios en la Escuela Técnica Superior de Hannover, entre 1875 y 1879, y su gran obra allí fue la dirección de la construcción del Hotel Continental de su ciudad natal. Luego, recibió la Orden de la Corona de Prusia.

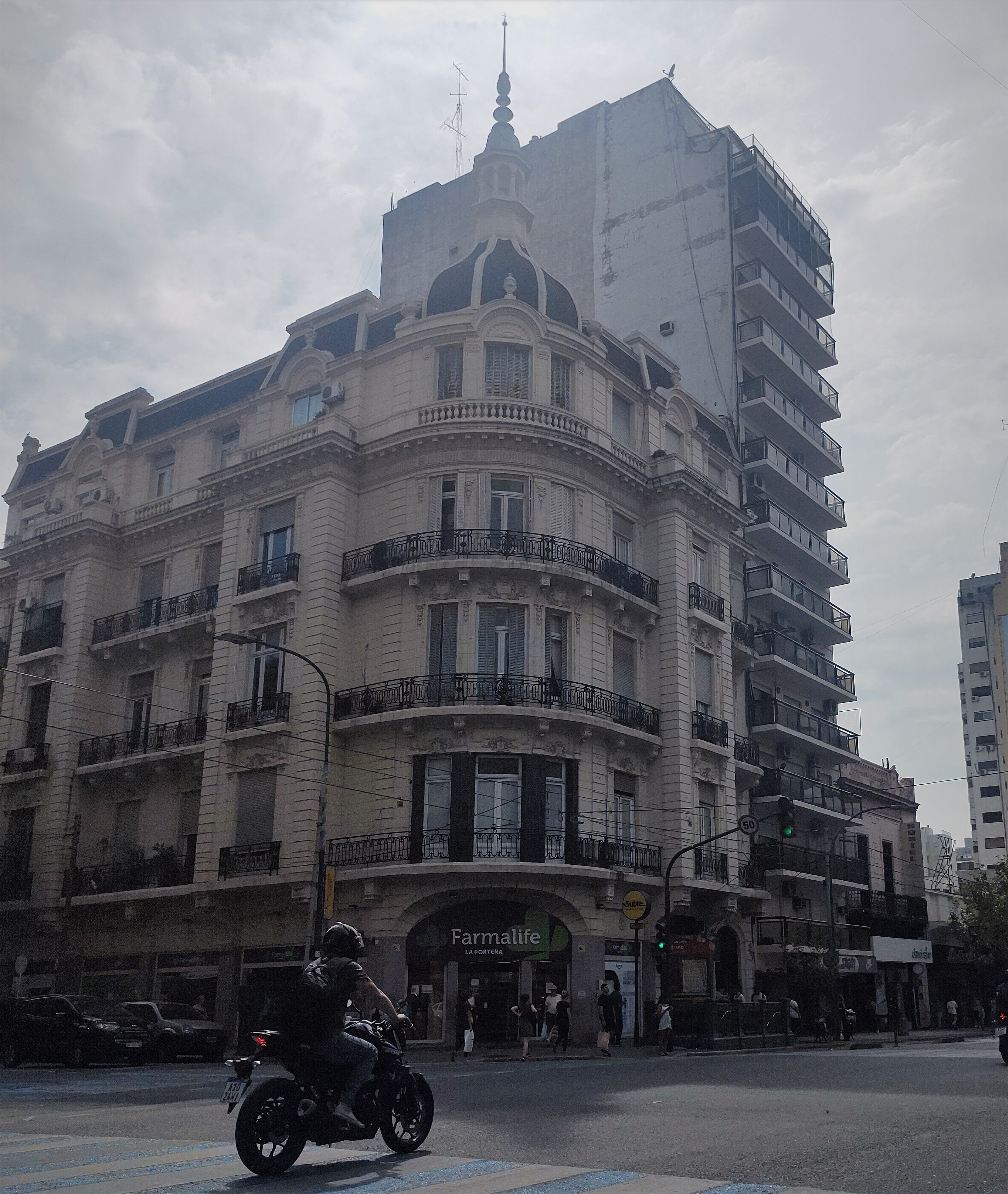
Edificio construido por Carlos Nordmann Avenida Corrientes 3989, esquina Medrano, Buenos Aires

Trabajó para la firma de los arquitectos Heine y Hagemann, y fue por eso que llegó a la Argentina. Este estudio fue el ganador del concurso para el Palacio Legislativo de la recién fundada ciudad de La Plata, nueva capital de la Provincia de Buenos Aires. Nordmann fue puesto a cargo de la dirección de las obras de construcción, desembarcando en Argentina el 1 de abril de 1883 y siendo empleado en el Departamento de Ingeniería Provincial.
En 1885, se casa en Alemania, y vuelve al país con su esposa, Hermine Raven y la suegra.    Tuvo tres hijos, en Argentina. En 1886 dejó su cargo en el Departamento de Ingeniería, para pasar al estudio de Juan Antonio Buschiazzo, y finalmente independizarse en 1890.
Nordmann fue Presidente de la Sociedad Central de Arquitectos entre 1910 y 1911. Falleció el 21 de noviembre de 1918, en Buenos Aires.

## Obras
- Iglesia de San Benjamín. Calles 140 y 47, La Plata. Construida entre 1885 y 1890.
- Edificio de viviendas, propiedad de renta del Sr. Salas. Avenida de Mayo 620, Buenos Aires. Año 1895.
- Compañía Sudamericana de Billetes de Banco. Chile 249, Buenos Aires. Año 1895.
- Residencia de Teodoro de Bary. Avenida Alvear 1657 a 1671, Buenos Aires. Año 1898, demolida.
- Estancia "La Ventana" de Ernesto Tornquist. Sierra de la Ventana. Año 1903.
- Residencia de Ernesto Tornquist en Buenos Aires. Florida 989. Año 1888, demolida.
- Torre Belvedere (hoy llamada Torreón del Monje) donada por Ernesto Tornquist. Mar del Plata. Año 1904.
- Teatro Coliseo. Buenos Aires. Inaugurado en 1905, demolido en 1937.
- Diario "La Razón". Avenida de Mayo 739 y 741, Buenos Aires. Año 1905, demolido para la Torre La Buenos Aires.
- Residencia de Ernesto Tornquist en Mar del Plata. Boulevard Marítimo, Av. Colón y Arenales. Año 1907, demolida.
- "Villa Ombúes" de Ernesto Tornquist. Barrio de San Benito, Buenos Aires. Demolida, actual Embajada de Alemania.
- Residencia Salas. Av. Figueroa Alcorta 3102, Buenos Aires. Año 1912, actual Embajada de España.
- Edificio Residencial. Riobamba 981, Buenos Aires. Reciclado en 1999, actual embajada del Estado de Palestina
- Residencia de Bernabé Carabassa en Mar del Plata. Boulevard Marítimo y Moreno. Año 1912, demolida.
- Sede del Club Alemán. Avenida Córdoba 731, Buenos Aires. Inaugurado en 1909, actual Casino de Oficiales de la Fuerza Aérea Argentina.
- Hospital Santamarina e Iglesia de Santa Ana. Tandil. Inaugurados en 1909.
- Teatro Variedades. Lima 1615 y 1619, Buenos Aires. Año 1909, demolido en 1961.
- Pasaje Santamarina. México y Chacabuco, Buenos Aires. Año 1914.
- Edificio de viviendas. Avenida Corrientes 1455. En él funciona el café La Giralda.
- Edificio residencial. Avenida Corrientes 3989 y 3999, Buenos Aires.
- Cine Select. Buenos Aires. Demolido.
- Banco de la Nación Argentina, Sucursal Flores. Avenida Rivadavia 7000, Buenos Aires.
- Banco de la Nación Argentina, Sucursal Ayacucho, Provincia de Buenos Aires.
- Escuela Nacional de Bellas Artes Prilidiano Pueyrredón. Avenida Las Heras 1749, Buenos Aires.
- Edificio de viviendas. Estados Unidos 838, Buenos Aires. Año ca. 1915.
- Edificio Hostel. Estados Unidos 842, Buenos Aires.

## Galería de imágenes

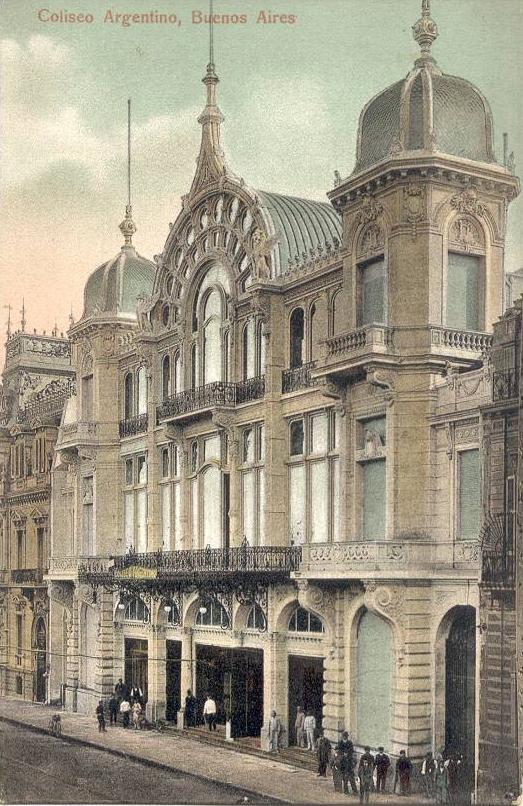
El viejo Teatro Coliseo, demolido en 1938
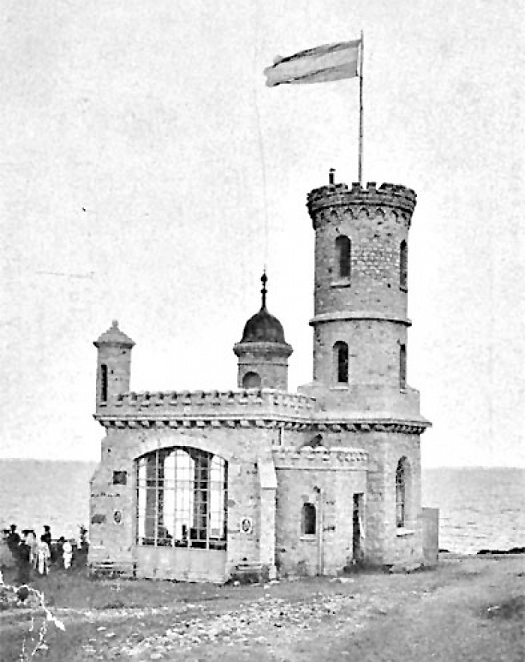
El Torreón del Monje original, antes de su ampliación
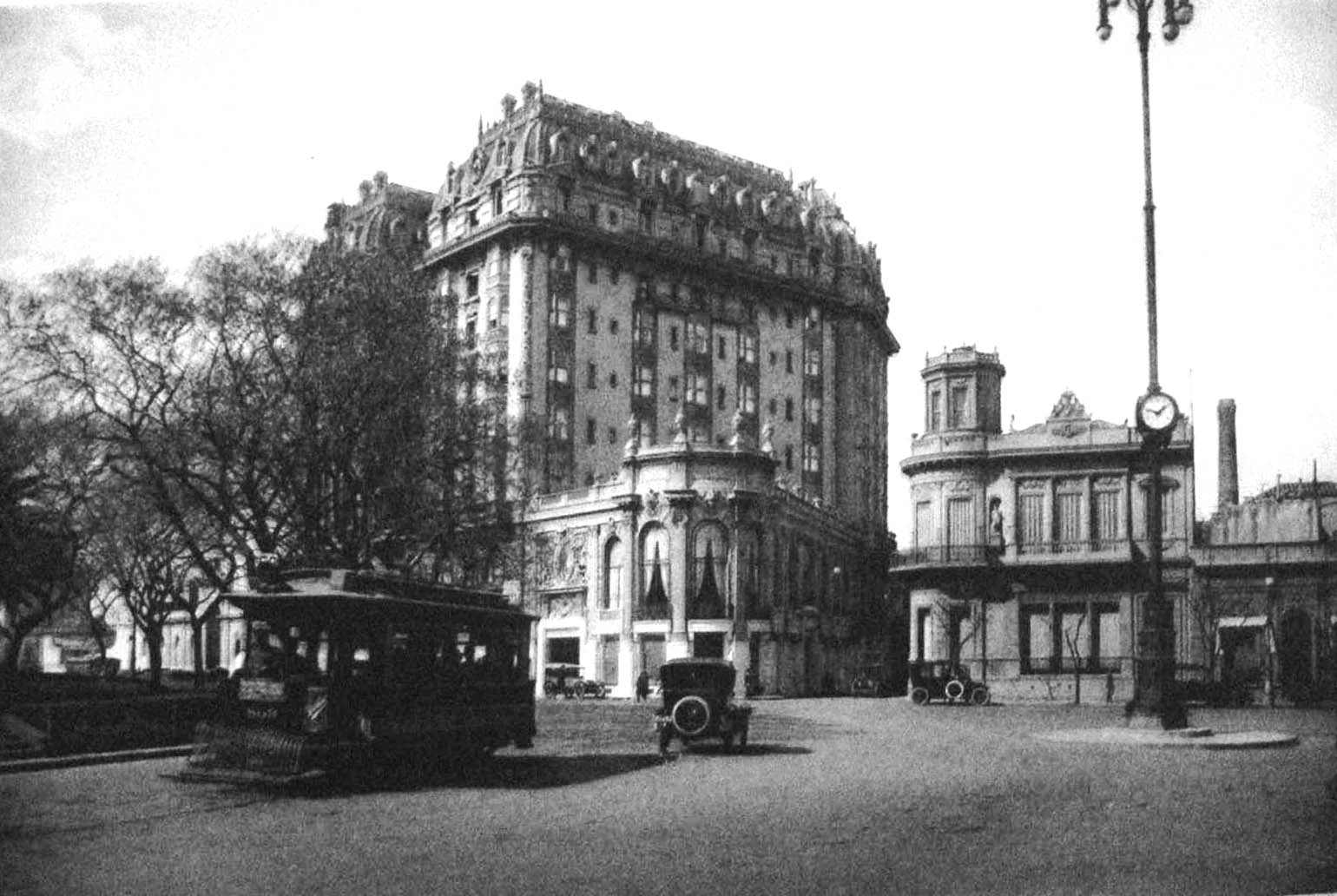
La Residencia Tornquist, a la derecha del Plaza Hotel
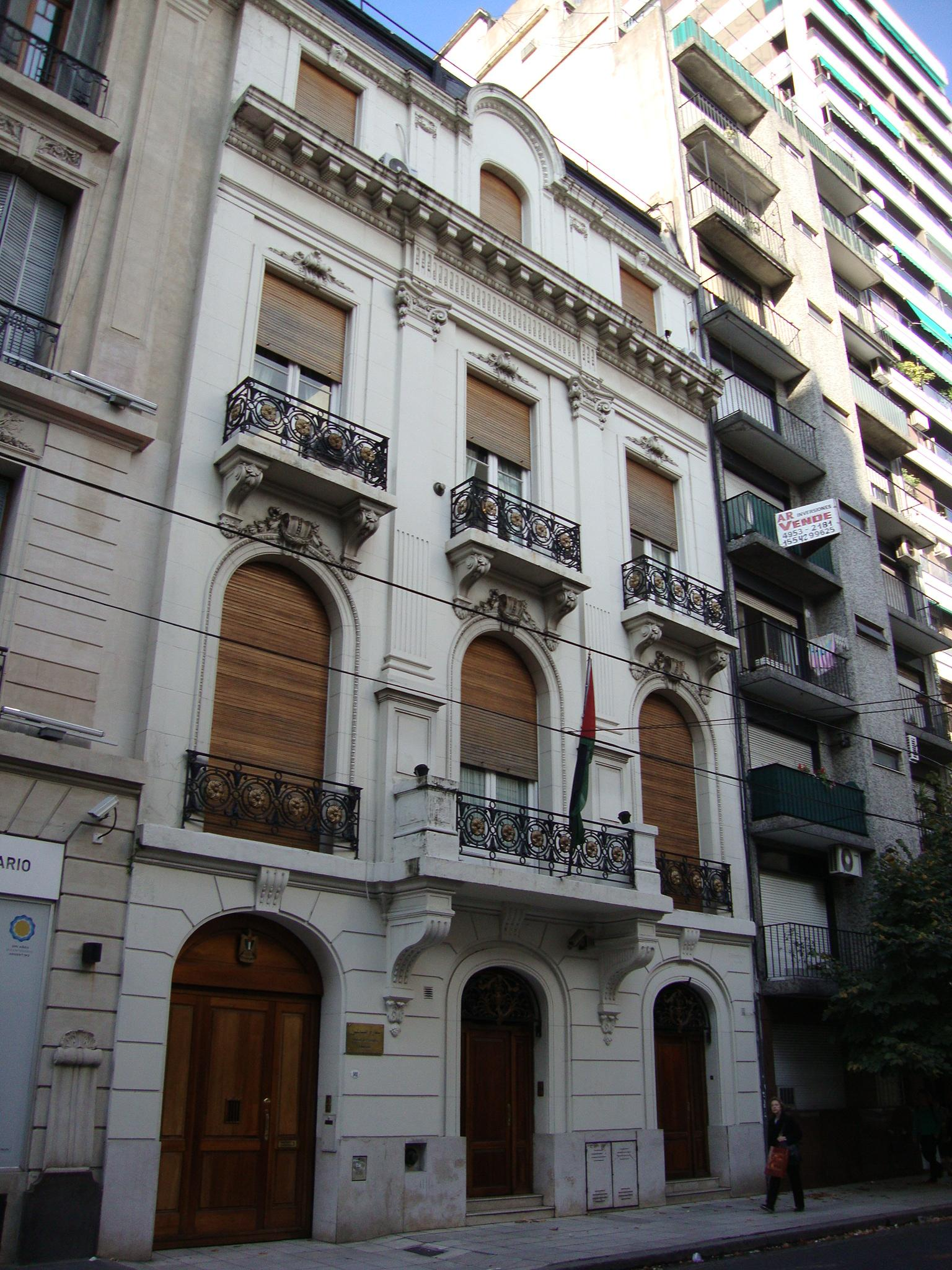
Actual Embajada de Palestina (Riobamba 981)